# Laclavský potok
Laclavský potok je potok v horním Turci, v severozápadní části okresu Turčianske Teplice. Je to levostranný přítok Turce, má délku 3,3 km a je vodním tokem IV. řádu.

## Pramen
Pramení v pohoří Žiar, v podcelku Sokol, na jihozápadním svahu Bukovce (620 m n. m.) v nadmořské výšce přibližně 525 m n. m.

## Popis toku
Od pramene teče jihovýchodním směrem do osady Trhanová, kde vstupuje do Turčianské kotliny, na krátkém úseku teče východojihovýchodním směrem, podtéká silnici II. třídy č. 519 a zleva přibírá krátký přítok vznikající pod kótou 540,4 m. Následně se stáčí přechodně na jihovýchod, dále na východojihovýchod a východ. Nakonec se stáčí severovýchodním směrem, podtéká silnici III. třídy z Abramové do Ivančiné, protéká okrajem intravilánu osady Laclavá a v její blízkosti ústí v nadmořské výšce cca 444,5 m n. m. do Turce.